# Республіка Китай на Чемпіонаті світу з водних видів спорту 2015
Республіка Китай взяла участь у Чемпіонаті світу з водних видів спорту 2015, який пройшов у Казані (Росія) від 24 липня до 9 серпня.

## Плавання
Плавці Республіки Китай виконали кваліфікаційні нормативи в дисциплінах, які наведено в таблиці (не більш як 2 плавці на одну дисципліну за часом нормативу A, і не більш як 1 плавець на одну дисципліну за часом нормативу B):
Чоловіки
| Спортсмен    | Дисципліна            | Попередній заплив | Попередній заплив | Півфінал        | Півфінал        | Фінал           | Фінал           |
| Спортсмен    | Дисципліна            | Час               | Місце             | Час             | Місце           | Час             | Місце           |
| ------------ | --------------------- | ----------------- | ----------------- | --------------- | --------------- | --------------- | --------------- |
| Чжо Чженці   | 1500 м вільним стилем | 15:37.25          | 34                | Н/Д             | Н/Д             | Завершив виступ | Завершив виступ |
| Сюй Цзіцзе   | 200 м батерфляєм      | 2:04.48           | 34                | Завершив виступ | Завершив виступ | Завершив виступ | Завершив виступ |
| Хуан Яньсінь | 200 м вільним стилем  | 1:52.43           | 59                | Завершив виступ | Завершив виступ | Завершив виступ | Завершив виступ |
| Лі Хсюан Єн  | 200 м брасом          | 2:16.28           | 39                | Завершив виступ | Завершив виступ | Завершив виступ | Завершив виступ |
| Лінь Шицзє   | 200 м на спині        | 2:04.00           | 30                | Завершив виступ | Завершив виступ | Завершив виступ | Завершив виступ |
| Вень Женьхау | 400 м комплексом      | 4:29.57           | =36               | Н/Д             | Н/Д             | Завершив виступ | Завершив виступ |

Жінки
| Спортсменка | Дисципліна   | Попередній заплив | Попередній заплив | Півфінал         | Півфінал         | Фінал            | Фінал            |
| Спортсменка | Дисципліна   | Час               | Місце             | Час              | Місце            | Час              | Місце            |
| ----------- | ------------ | ----------------- | ----------------- | ---------------- | ---------------- | ---------------- | ---------------- |
| Лін Пей-у   | 200 м брасом | 2:39.19           | 43                | Завершила виступ | Завершила виступ | Завершила виступ | Завершила виступ |